# John Sullivan (kněz)
John Sullivan, SJ (8. května 1861, Dublin – 19. února 1933, tamtéž) byl irský římskokatolický kněz, učitel a řeholník Tovaryšstva Ježíšova. Katolická církev jej uctívá jako blahoslaveného.

## Život

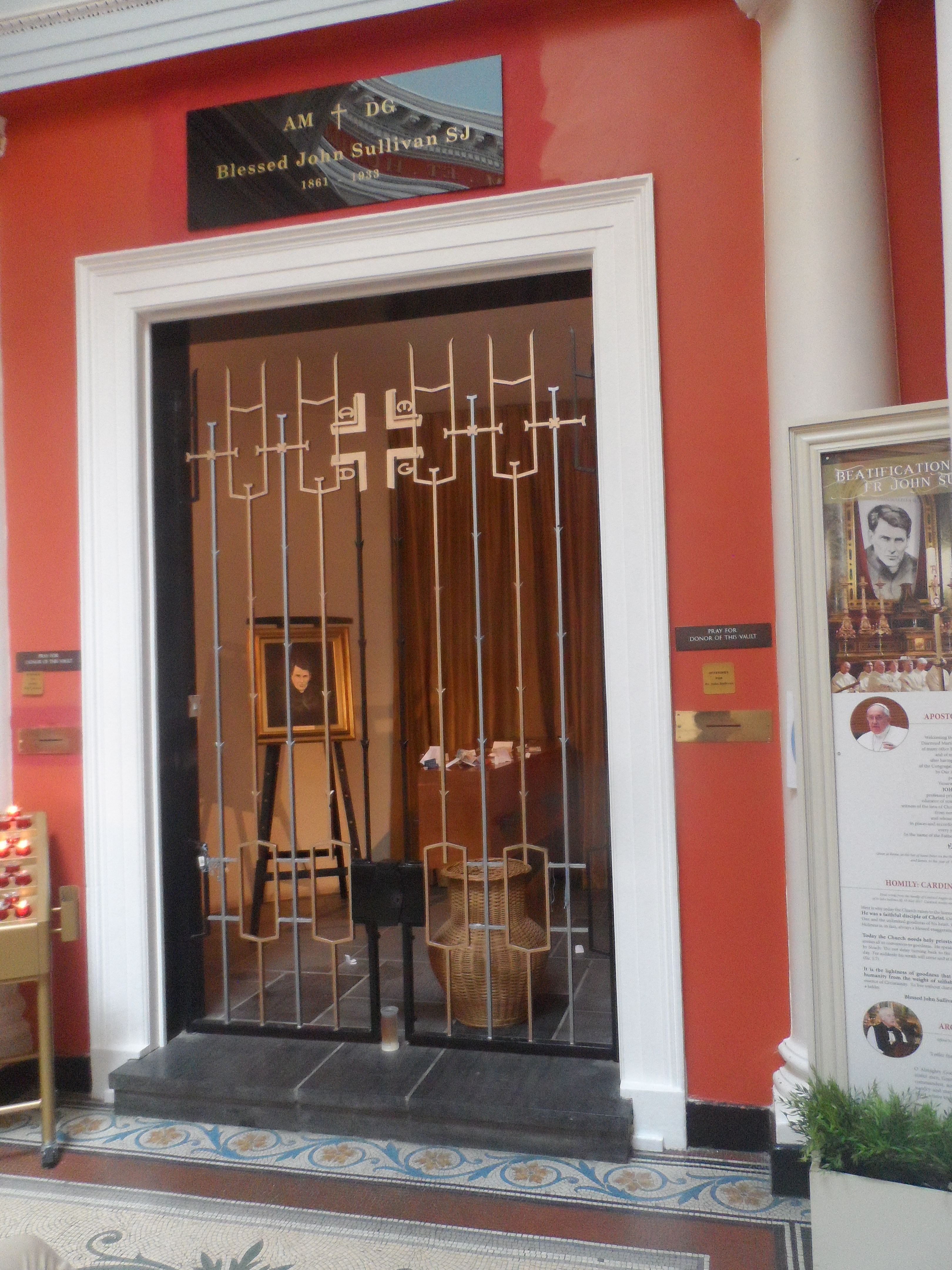
Hrobka bl. Johna Sullivana v kostele sv. Františka Xaverského v Dublinu

Narodil se dne 8. května 1861 v Dublinu jako poslední z pěti dětí rodičům siru Edwardu Sullivanovi a Elizabeth Josephine Bailey. Jeho otec byl členem irské církve, matka byla římská katolička. Pokřtěn byl irskou církví dne 15. července 1861 a vychován byl jako protestant. Roku 1877 se jeho bratr utopil po nehodě lodi.
Roku 1879 začal studovat klasiku na Trinity College v Dublinu. Od roku 1885 pak studoval v Londýně.  Během tohoto období také cestoval, navštívil např. v Makedonii, Řecko, Itálii, nebo v Malou Asii. Nějaký čas také pobýval v pravoslavném klášteře na hoře Athos. Roku 1885 mu zemřel otec. Navštěvoval nemocné v nemocnici v obci Harold's Cross, a to i poté, co se stal učitelem na Clongowes Wood College. Nemocným také přinášel oblečení, jídlo, pochutiny a další věci.
Rozhodl se konvertovat do katolické církve, do níž byl přijat dne 21. prosince 1896. Obřadu jeho konverze předsedal v Londýně jezuitský kněz. Jeho rodina byla překvapená tímto jeho krokem. Rozhodl se také stát jezuitou a dne 7. září 1900 u nich na jezuitské koleji St Stanislaus College v Rahanu zahájil svůj noviciát. Po dokončení noviciátu absolvoval filosofická studia. Roku 1904 na ně navázal studiem teologie. Dne 28. července 1907 jej v Dublinu arcibiskup William Walsh vysvětil na kněze. Poté vyučoval na škole spravované jezuity. V té době stále navštěvoval nemocné.
Roku 1933 začal trpět silnými bolestmi břicha, a 17. února téhož roku byl hospitalizován. Zemřel dne 19. února 1933 večer v pečovatelském domě v Dublinu. Pohřben byl na místním hřbitově, ale roku 1960 byly jeho ostatky přeneseny do kostela svatého Františka Xaverského v Dublinu.

## Úcta
Jeho beatifikační proces byl zahájen dne 22. února 2000, čímž obdržel titul služebník Boží. Dne 7. listopadu 2014 jej papež František podepsáním dekretu o jeho hrdinských ctnostech prohlásil za ctihodného. Dne 26. dubna 2016 byl uznán zázrak na jeho přímluvu, potřebný pro jeho blahořečení.
Blahořečen pak byl dne 13. května 2017 v kostela sv. Františka Xaverského v Dublinu, ve kterém se nachází jeho hrobka. Obřadu předsedal jménem papeže Františka kardinál Angelo Amato.

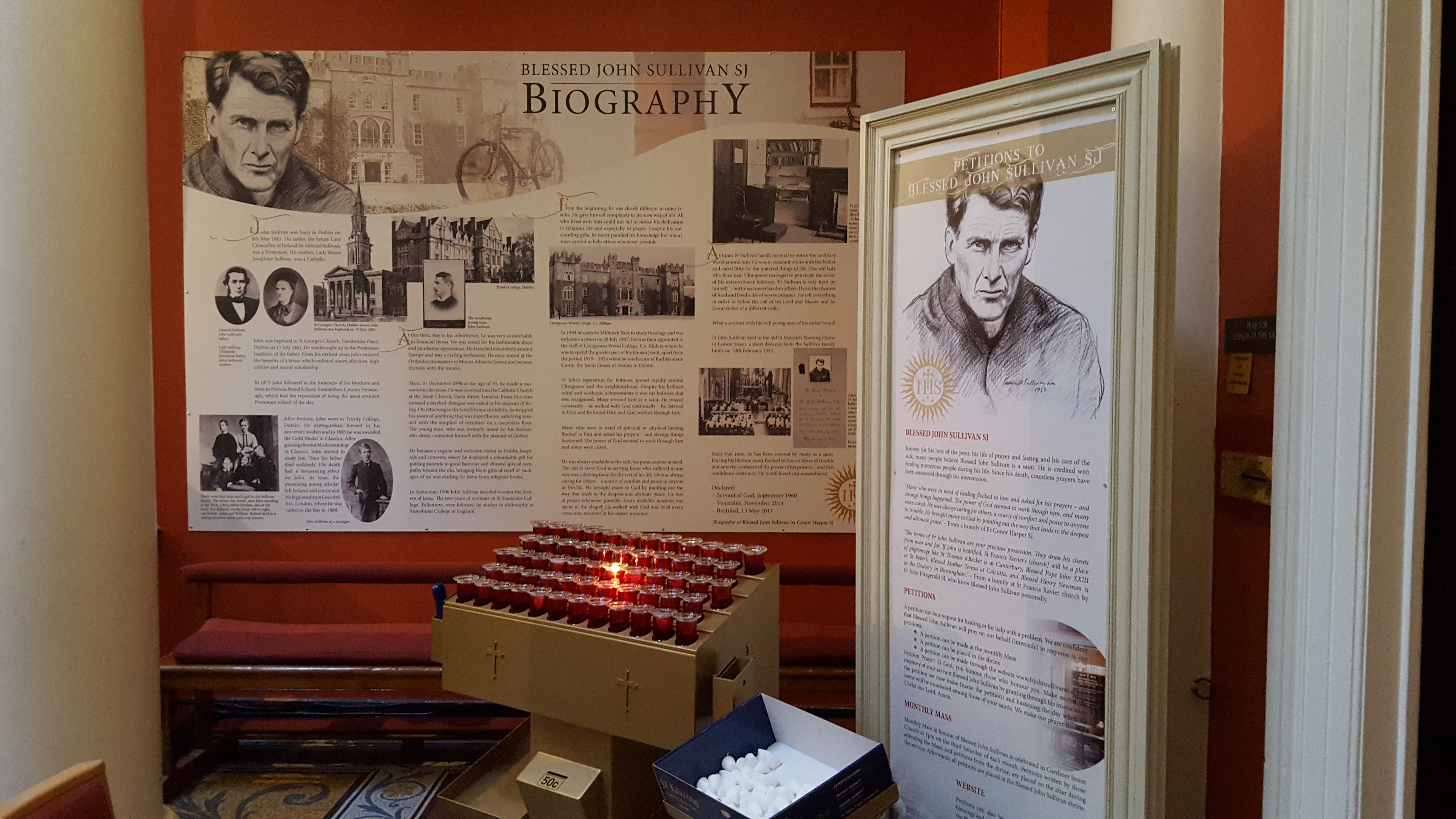
Svatyně bl. Johna Sullivana v kostele sv. Františka Xaverského v Dublinu, ve kterém je pohřben

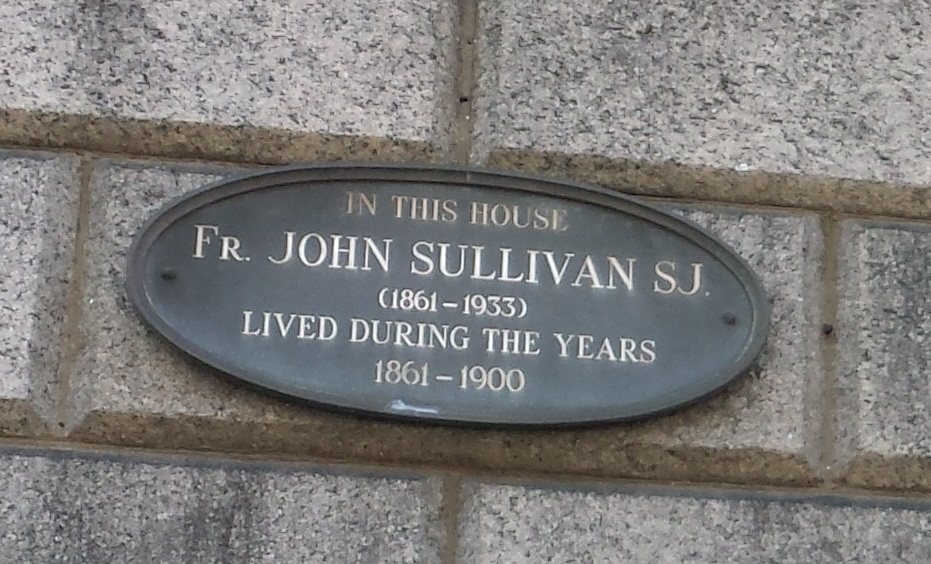
Pamětní deska na domě, ve kterém žil

Jeho památka je připomínána 8. května. Bývá zobrazován v kněžském oděvu. Je patronem ekumenismu a pedagogů.